# 9-е тысячелетие до н. э.
9-е (девя́тое) тысячеле́тие до на́шей э́ры по пролептическому юлианскому календарю — тысячелетие с 1 января 9000 года до н. э. по 31 декабря 8001 года до н. э. Ему предшествовало 10-е тысячелетие до н. э., за ним следовало 8-е тысячелетие до н. э. Оно закончилось 10025 лет назад.
Начало периода неолита эпохи голоцена.

## События
- Около 8700 до н. э. — 8400 до н. э. — местность Стар-Карр в Йоркшире, Британия населена носителями культуры Маглемозе.
- Около 8500 до н. э. — неолитическая стоянка охотников в Крамонде, доисторическая Шотландия.
- Около 8350 до н. э. — неолитическое поселение в Иерихоне.
- Около 8300 до н. э. — в Англию прибыли охотники-кочевники.
- Около 8040 до н. э. — начало раннего атлантического или доатлантического периода климатического максимума голоцена.
- Около 8000 до н. э. — заселена стоянка Ёвре Эйкер в Норвегии.

## Изобретения и открытия
- Сельское хозяйство в Месопотамии.
- Одомашнивание свиньи в Китае.
- Одомашнивание овцы, козы и свиньи[1] на Ближнем Востоке.